# Jerca Vodušek Starič
Jerca Vodušek Starič, slovenska zgodovinarka, * 1950
Iz zgodovine je diplomirala na Filozofski fakulteti Univerze v Ljubljani, tam je tudi magistrirala (1979) in doktorirala (1991).
Raziskuje sodobno slovensko in evropsko zgodovino. Uveljavila se je predvsem kot poznavalka komunističnega prevzema oblasti v Jugoslaviji po drugi svetovni vojni. Na Filozofski fakulteti v Mariboru kot redni profesor predava sodobno zgodovino. V letih 2005-2008 je bila direktorica Inštituta za novejšo zgodovino v Ljubljani.

## Dela
- Jerca Vodušek Starič, Začetki samoupravljanja v Sloveniji : 1949-1953. Maribor, 1983. (COBISS)
- Jerca Vodušek Starič, Prevzem oblasti 1944-1946. Ljubljana, 1992. ISBN 86-361-0805-5
- Jerca Vodušek Starič, "Dosje" Mačkovšek. Ljubljana, 1994. ISBN 961-6143-00-X
- Jerca Vodušek Starič, Slovenski špijoni in SOE : 1938-1942. Ljubljana, 2002. ISBN 961-236-341-2
- Jerca Vodušek Starič, Kako su komunisti osvojili vlast : 1944.-1946. Zagreb, 2006. ISBN 953-6308-64-9